# Herwarth Staudt
Herwarth Staudt (geb. 4. November 1924 in Berlin; gest. 1994 ebenda) war ein Berliner Fotograf der Nachkriegszeit. Er gilt als ein bedeutender Dokumentarist der Berliner Nachkriegsjahre zwischen Trümmerbeseitigung und Wiederaufbau.

## Leben und Werk
Herwarth Staudt wurde im Jahr 1943, im Alter von 19 Jahren, kurz vor seinem Abitur, zur deutschen Wehrmacht eingezogen. Im September 1946, nach seiner Rückkehr aus amerikanischer Kriegsgefangenschaft in das kriegszerstörte Berlin, beschloss er, wie sein Großvater Fotograf zu werden.
Herwarth Staudt absolvierte eine einjährige Fotografen-Ausbildung an der staatlichen Fachhochschule für Optik und Fototechnik. Nach Ende des Zweiten Weltkriegs fand der Unterricht in der Abteilung Phototechnik zunächst in den Räumlichkeiten der Ingenieurschule Gauß in der Bochumer Straße in Berlin-Moabit statt. Staudt befasste sich in seiner Ausbildung auch mit Architekturfotografie. An der Fachschule lernte Staudt seine spätere Ehefrau und Geschäftspartnerin Rut Böhm kennen. Das junge Paar verließ die Fachschule mit guten Abschlusszeugnissen. Beide arbeiteten zunächst als freie Bildberichterstatter. Zur Zeit der Berlin-Blockade vom 24. Juni 1948 bis 12. Mai 1949 arbeitete Herwarth Staudt für die amerikanische Keystone Press Agency. Als Pressefotograf machte Herwarth Staudt 1948/49 zahlreiche Aufnahmen, die das Alltagsleben der Berliner Bevölkerung in der zerstörten und geteilten Stadt dokumentierten. Im Februar 1949 begann Herwarth Staudt im Auftrag des Schöneberger Baulenkungsamtes mit dem Fotografieren kriegszerstörter Häuser. Die kommunalen Verwaltungen brauchten die Aufnahmen, um den Zustand der Ruinen, die im sogenannten Schadensplan erfasst waren, baulich beurteilen zu können, bevor über einen Abriss entschieden wurde. Staudt erhielt solche Dokumentationsaufträge über Ruinen in den Bezirken Schöneberg und Neukölln noch bis ins Jahr 1957.
Ostern 1949 heirateten Herwarth Staudt und Rut Böhm; 1951 wurde ihr erster Sohn geboren, 1957 der zweite.
Herwarth Staudt fotografierte mit einer Rolleiflex-Kamera aus der Vorkriegszeit. Nach Jahren freiberuflicher Tätigkeit trat Herwarth Staudt 1954 eine Stelle als Fotograf bei der Berliner Verkehrsgesellschaft (BVG) an. Zu seinem neuen Arbeitsfeld dort gehörte auch die Gestaltung von Pressematerial.
1983 ging er vorzeitig in den Ruhestand. 1988 bot Herwarth Staudt dem Schöneberg-Museum etwa 5000 Fotos zum Kauf an, darunter rund 3600 Schöneberger Ruinenfotos. Staudt starb 1994. Im Jahr 2000 gab Rut Staudt weitere Fotos und Negative samt Arbeitsutensilien an das Schöneberger Museum ab. Sie starb im Jahr 2002. Einige Jahre später übergab das Vermessungsamt dem Archiv Schöneberg ca. 300 Originalabzüge von Staudt.